# 48 Stunden Neukölln

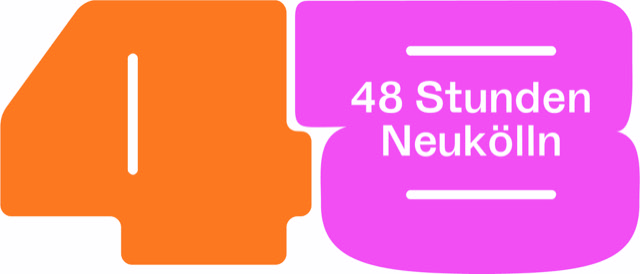
Das 48 Stunden Neukölln Logo seit 2023

48 Stunden Neukölln – Das Kunstfestival ist ein jährlich im Berliner Bezirk Neukölln stattfindendes dezentrales Kunstfestival, mittlerweile das größte der Stadt. Jährlich werden an etwa über 300 Spielorten innerhalb des Bezirks mehr als 300–400 Einzelveranstaltungen realisiert.
Das Festival wird vom Kulturnetzwerk Neukölln e. V. organisiert. 48 Stunden Neukölln ist eine Plattform für die Präsentation von künstlerischen Projekten. Sie fördert zeitgenössische Kunst, die zu aktuellen gesellschaftlichen Entwicklungen Stellung bezieht. Das Festival bindet möglichst viele Bevölkerungsgruppen ein – unabhängig vom Alter, ethnischer Herkunft und sozialer Stellung. Die Nähe zwischen Künstlern und Publikum sowie die Vielzahl an Projekten, die sowohl Anwohnern als auch Festivalbesuchern zur Partizipation einladen, machen den besonderen Charakter der Veranstaltung aus. Mittlerweile rund 80.000 Besucher nutzen die vielseitigen kulturellen Angebote, die sämtliche künstlerischen Genres von Performance, Malerei, Fotografie, Skulptur bis Installationen, Intervention, Tanz, Theater, Lyrik und Musik umfasst.

## Geschichte
Quelle: Tagesspiegel

Logo von 48 Stunden Neukölln bis 2017

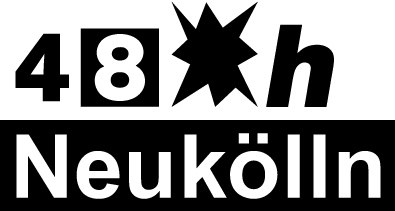
Logo von 48 Stunden Neukölln ab 2018

Am 16. Juni 1999 wurde das Festival mit 25 Spielorten mit 100 Veranstaltungen erstmals eröffnet. Es ging aus einer Idee des Kulturnetzwerks Neukölln e. V. hervor, der sich 1995 als Reaktion auf massive Mittelkürzungen für Kultur gegründet hatte.
Das Festival war ursprünglich als einwöchige Leistungsschau der Neuköllner Kultur- und Kunstszene angedacht, wurde aber bereits 1999 auf 48 Stunden begrenzt, daraus ergab sich der Name. Es wollte in den Anfängen einen Gegenpol zu der negativen medialen Berichterstattung über den „sozial deklassierten“ Bezirk bilden und die lokalen Akteure der Kulturszene in einen intensiven Austausch bringen. Anfangs diente ein Straßenfest auf der Karl-Marx-Straße bzw. der Richardstraße als Rahmen und das Festival war entsprechend der Zusammensetzung hier ansässiger Akteure besonders auch im soziokulturellen Umfeld aktiv.
2005 wurden sogenannte Kunstfilialen eingerichtet, in denen Künstler und Aktivitäten in den einzelnen Kiezen zusammengeführt und in Einklang gebracht werden. Es bildeten sich sieben Kunstfilialen aus (Schiller-,Flughafen-,Körner- und Reuterkiez sowie Donau-Nord, Richardplatz und Passage). Diese Neu-Organisation verhalf zu einer nachhaltigen Verbesserung der kulturellen Infrastruktur, da der Netzwerkgedanke weiter gestärkt wurde. Die Kunstfilialen dienen dabei als wichtige Schnittstelle zwischen den Künstlern selbst und gewährleisten, dass sich die in Clustern angesiedelten Mitveranstalter untereinander kennenlernen und dauerhafte Netzwerke bilden können. Zudem gewährleisten sie die kulturelle Struktur der einzelnen Kieze stärker herauszuarbeiten als es vorher möglich war.
Seit 2001 wird das breite, von Eigenengagement bestimmte Angebot selbstkuratierter Veranstaltungen immer wieder durch konzipierte Reihen ergänzt. Deren Ziel ist es, stärker auf Inhalte einzugehen, Qualität zu sichern, neue Künstler nach Neukölln zu holen und zugleich die Ausrichtung und Profile zu schärfen. So lag der Fokus im Jahr 2008 auf Glücksmomenten und Utopien. 2009 waren unter dem Motto Humus Neukölln die Reihen Neukölln Grün, NATurBAN, Kunst an der Karl-Marx-Straße und Sakrale zu sehen. Im Jahr 2010 stand das Festival unter dem Motto Komplex650 - Neukölln erinnert sich!, 2011 widmete sich das Festival unter dem Motto Luxus Neukölln der Problematik der Gentrifizierung. Im Jahr 2012 waren Arbeiten und Projekte unter dem Titel Endstation: Paradies mit dem Themenschwerpunkt Migration, Flucht und Asyl zu sehen.
Von 2013 bis 2020 entwickelten Martin Steffens und Thorsten Schlenger als Festivalleitung das Kunstfestival. Ein verbindliches Jahresthema wurde zur stärkeren Profilschärfung des Festivals eingeführt. Mit dem Festivalthema Perspektivwechsel! wurde die beginnende konzeptionelle Neuausrichtung sichtbar gemacht. Mit der Umbenennung in „48 Stunden Neukölln – Das Kunstfestival“ wurde zudem der veränderten Ausgangslage in Neukölln Rechnung getragen, wo sich inzwischen eine international anerkannte Kunstszene etabliert hat.
2015 wurde erstmals 48 Stunden Neukölln mit dem EFFE Label (Europe for Festivals, Festivals for Europe) der European Festival Association als eines von „European´s finest festivals“ ausgezeichnet. Auch in den Jahren 2017 und 2019 wurde das Festival in diesen Kreis aufgenommen. Kooperationen und Künstleraustausche unter anderem mit Kunstfestivals in Dänemark und Nord-Mazedonien folgten.
2019 wurde das Festivalkonzept durch das Goethe-Institut aufgegriffen und in Novosibirsk als für die Zivilgesellschaft in Russland beispielgebendes Konzept erstmals als Ableger „48 Stunden Novosibirsk“ umgesetzt. Die Kooperation wurde in Zusammenarbeit mit dem Auswärtigen Amt, dem Kulturzentrum GZII in Novosibirsk und des Kulturnetzwerkes Neukölln e. V. entwickelt.

## Konzept

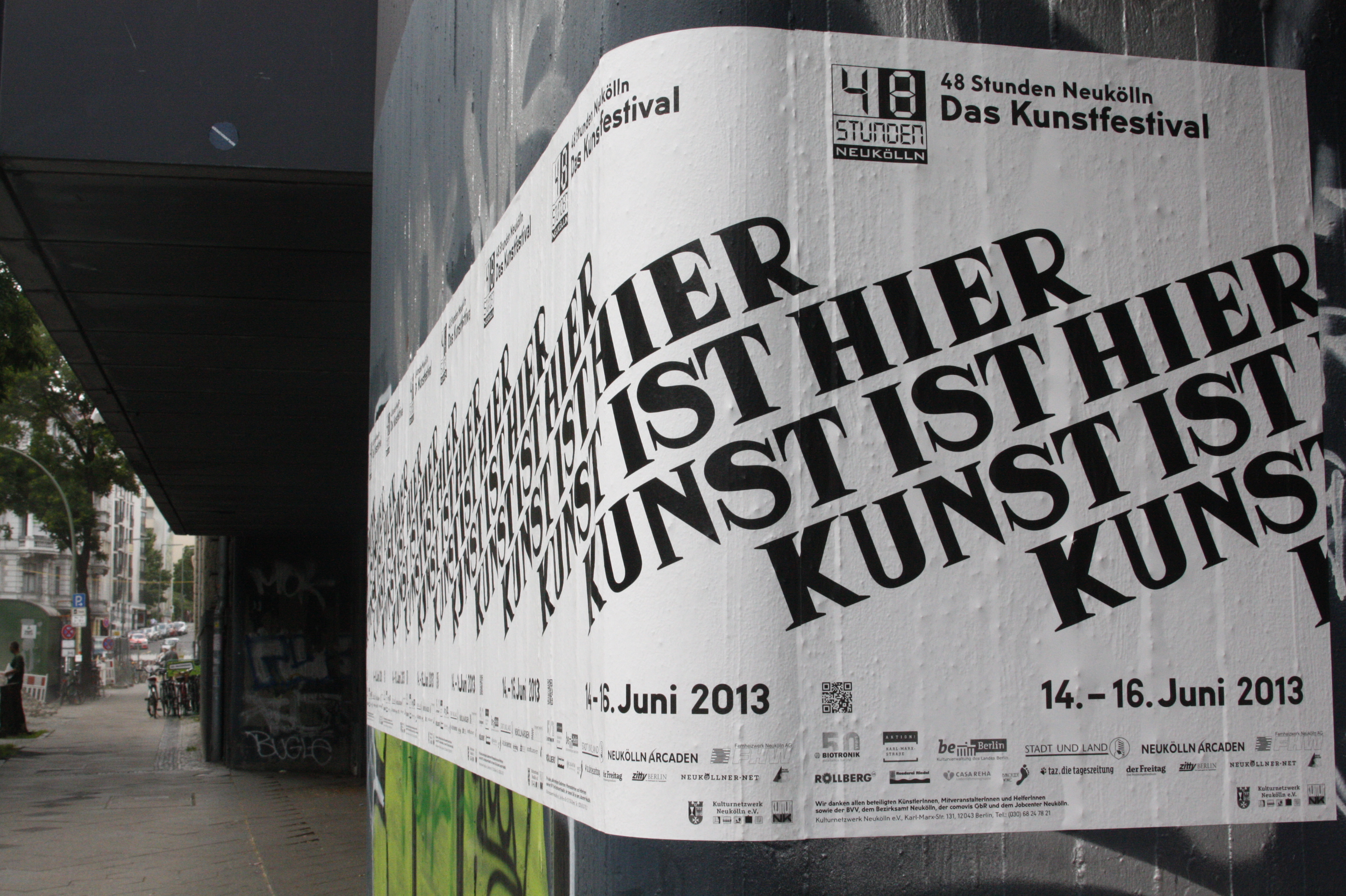
48 Stunden Neukölln

48 Stunden Neukölln ist ein spartenübergreifendes Kunstfestival für die freie Kunstszene Berlins. Es zeigt authentisch diverse Produktionsbedingungen und Arbeitsansätze zeitgenössischer Kunst gleichberechtigt nebeneinander. Hierzu werden nicht nur Galerien und Ateliers geöffnet, sondern auch urbane Räume für künstlerische Projekte erschlossen und bespielt (Hinterhöfe, Keller, Kirchen, Grünflächen, Spätshops, Bäckereien u. v. m.).
Inhaltlich fördert es den Dialog der Künste untereinander und richtet sein besonderes Augenmerk auf partizipative Prozesse, die Initiierung von Diskursformaten und Crossover-Projekten. Insgesamt greift die im Rahmen des Festivals präsentierte Kunst schwerpunktmäßig gesellschaftliche Themen auf. Formal wie stilistisch verfolgt es innovative Ansätze und Produktionsformen jenseits des Mainstreams.
Das Festival ist für Künstler aller Art offen. Die einzigen Teilnahmebedingungen sind der deutlich erkennbare konzeptionelle Bezug zum vorgegebenen Jahresthema, ein Veranstaltungsort in Nord-Neukölln und die zeitliche Vorgabe des Festivaltermins.
Im Rahmen von 48 Stunden Neukölln werden zudem neue Methoden der Kunstvermittlung und soziokultureller Interaktion erprobt, die ein breites nicht ausschließlich kunstinteressiertes Publikum ansprechen.
Seit 2018 kann mit Hilfe des Festivalfonds der Senatsverwaltung Kultur und Europa erstmals ein Teil der Veranstaltungen gefördert werden. Das bedeutet, dass Künstler mit einem Honorar in der kuratieren Festivalausstellung unterstützt, als auch Interventionen im öffentlichen Raum, sogenannte SIGNALS gefördert werden. Ebenso gibt es die Möglichkeit für Gruppen als sogenanntes ARTSPACE Lab kuratorische Experimente während des Festivals zu zeigen und bei Auswahl durch eine Zuwendung unterstützt zu werden.
Das Festival wird vom Bezirksamt Neukölln und jährlich wechselnden wirtschaftlichen Sponsoren unterstützt.

## Bedeutung
Der Bezirk Neukölln hatte bis vor wenigen Jahren ein überwiegend negatives Image und wurde immer wieder als prominentes Beispiel für ein ganzes Bündel sozialer Problemsituationen genannt. Dieses Image wurde genährt von Negativ-Schlagzeilen wie „Endstation Neukölln“ (1997) oder „Neukölln. Karte der Angst“ (2008), die ein Bild der kulturellen Verwüstung entstehen ließen (siehe auch z. B. Rütli-Schule, Film Knallhart etc.).
Eine Leistung des Festivals ist es, vorhandene Vorurteile zu relativieren bzw. abzubauen und damit das Zusammenleben der unterschiedlichen Kulturen zu befördern. Das Festival lädt Jahr für Jahr zu einer Entdeckungsreise durch Neukölln ein. Aufgrund zahlreicher Neuansiedlungen von jungen und internationalen Kreativen spielt der Tourismus im Viertel inzwischen eine immer wichtigere Rolle und lässt die Wahrnehmung als Problembezirk in den Hintergrund treten.
Die 48 Stunden Neukölln ermöglichen als Kontaktzone die Begegnung von unterschiedlichen sozialen und ethnischen Besonderheiten. In Anerkennung dieser Leistungen und Perspektiven erhielt das Kulturnetzwerk Neukölln e. V. für sein Projekt „48 Stunden Neukölln“ 2008 den Kulturpreis der in Bonn ansässigen Kulturpolitische Gesellschaft. In der Begründung der Jury heißt es:

„48 Stunden Neukölln leistet im wahrsten Sinne des Wortes Entwicklungshilfe: für den Stadtteil und seine Menschen, für die beteiligten Künstler und nicht zuletzt für die Kunst und Kultur, die sich immer wieder als innovative Kraft des Stadtteils erwiesen. […] Das Konzept, einen ganzen Stadtteil über 48 Stunden lang mit Kunst und Kultur zum Leben zu bringen und dabei seine kreativen Entwicklungspotenziale aufzudecken, ist einzigartig und überzeugend. Doch nicht nur das Festival ist preiswürdig, ebenso lobenswert ist die Organisation und Umsetzung der Arbeit vor Ort, die auf ein breites Netzwerk der im Kiez verankerten Künstler setzt. Hier inszeniert sich ein Stadtteil selbst und zeigt damit, dass Kunst und Kultur nicht nur symbolisch zum Motor der Stadtentwicklung werden können.“

Im Herbst 2009 wurde das Festival beim Kulturmarken-Award der Agentur Causales zur Trendmarke des Jahres 2009 im deutschsprachigen Raum gekürt, da das Festival „dem schlechten Image des Bezirks mit Kreativität und Eigeninitiative begegne und zur Teilhabe am kulturellen Austausch zwischen den unterschiedlichen Ethnien einlade“.
Aus der Synergie von zeitgenössischer Kunst und gesellschaftlicher Situation ergeben sich immer wieder neue Ansätze und Strategien für die Entwicklung einer nachhaltigen Stadtteilkultur. Das Festival fördert die Akzeptanz von Vielfalt und Differenz. Einzelne Bereiche des Stadtgebietes sind inzwischen weltweit als attraktive Szenekieze anerkannt, so der Reuterkiez („Kreuzkölln“) und die Region um die Weserstraße.